# Chanacomchana
Chanacomchana fue una publicación independiente en formato boletín, o zine, de los colectivos paulistas Lésbico-Feminista (LF) y Grupo Ação Lésbica-Feminista (GALF), que jugó un papel importante en la organización política y resistencia de la comunidad lésbica durante la década de 1980 en Brasil. El contenido del boletín reunió collages progresistas y revolucionarios y se centró en cuestiones de mujeres, especialmente lesbianas, a través de la difusión de actividades y reflexiones relevantes para la comunidad.

## Historia
El boletín fue publicado por primera vez en 1981, por el ala lésbica del grupo Somos, y fue publicado nuevamente por GALF en 1982. En un período muy conservador, todavía al final de la dictadura militar en Brasil, la circulación de la publicación en sí era difícil entre las propias lesbianas, que tenían miedo de recibir una revista con un nombre que sugiriera su identidad sexual. De esta manera, las fundadoras de GALF, Rosely Roth, fallecida en 1990, y Miriam Martinho comenzaron a vender Chanacomchana frente al Ferro's Bar, un lugar de encuentro de lesbianas en la época.
La edición cero fue la única producida en formato periódico y precedió a un paréntesis de publicación de más de un año, hasta que volvió a producirse en formato reducido a finales de 1982, cuando pasó a denominarse Boletín Chanacomchana.

Por meio de matérias que investigaram e questionaram os lugares ocupados pelas lésbicas na sociedade, de entrevistas que buscaram trazer à tona vozes silenciadas, de publicações de cartas que formaram extensos fóruns de discussão, encontro e paquera, de poesia e de literatura lésbica e de outros formatos que por fim colocaram a vivência lésbica em foco, o Chanacomchana representou para as homossexuais um espaço inaugural na escrita de sua própria história e da demarcação de sua identidade como potente e política.
A través de artículos que investigaron y cuestionaron los lugares ocupados por las lesbianas en la sociedad, entrevistas que buscaron sacar a la luz voces silenciadas, publicaciones de cartas que constituyeron extensos foros de discusión, encuentro y coqueteo, poesía y literatura lésbica y otros formatos que finalmente pusieron en experiencia lésbica en foco, Chanacomchana representó para los homosexuales un espacio inaugural para escribir su propia historia y demarcar su identidad como poderosa y política.

La publicación existió hasta 1987 y sus últimas ediciones exploraron temas importantes de la época como la pandemia del SIDA, la Ley de Amnistía y el debate sobre la Asamblea Constituyente.

### Manifestación del Ferro's Bar
Ubicado en la Rua Martinho Prado, frente al actual Museo Judío de São Paulo, en el centro de la ciudad, el Bar Ferro's era anteriormente frecuentado por militantes comunistas, pero con el golpe militar de 1964, se convirtió en un importante lugar de encuentro LGBT en el ciudad. Sin embargo, en 1983, el entonces dueño del bar intentó prohibir paulatinamente la circulación de Chanacomchana y expulsar a las activistas del lugar.
Según Míriam Martinho, a los dueños del bar no les gustó la publicación.

A razão pela qual eles começaram a implicar com gente foi porque o boletim era muito explícito, explicitamente lésbico, numa época em que todo o mundo estava no armário. Aquela coisa hipócrita de ‘você pode estar aqui desde que finja que não é homossexual’ rolava lá também. O bar era sustentado pelas lésbicas, mas não podíamos ter nenhuma expressão muito aberta de carinho. Imagine só um boletim chamado Chanacomchana.
La razón por la que empezaron a molestar a la gente fue porque el boletín era muy explícito, explícitamente lésbico, en un momento en el que todo el mundo estaba en el armario. Esa cosa hipócrita de 'puedes estar aquí siempre y cuando finjas que no eres homosexual' también estaba ocurriendo allí. El bar estaba apoyado por lesbianas, pero no podíamos tener ninguna expresión abierta de afecto. Imagínense un boletín llamado Chanacomchana.

En respuesta a las frecuentes expulsiones violentas, el 19 de agosto de 1983 comenzó la protesta que se conoció como el "Stonewall brasileño". Activistas del GALF se organizaron para convocar la presencia de otros grupos LGBT, feministas y figuras políticas como el entonces diputado Eduardo Suplicy, para invadir el interior de Ferro's y leer un manifiesto lésbico contra la censura del bar, exigiendo que se permitiera la venta del periódico y que fueran respetadas.
El evento marcó un hito en la historia de la lucha por los derechos LGBT en Brasil y en su memoria se celebra el Día del Orgullo Lésbico.